# العلاقات النمساوية الجامايكية
العلاقات النمساوية الجامايكية هي العلاقات الثنائية التي تجمع بين دولة النمسا و دولة جامايكا.

## مقارنة بين البلدين
هذه مقارنة عامة ومرجعية للدولتين:
| وجه المقارنة                                              | النمسا                                                    | جامايكا       |
| --------------------------------------------------------- | --------------------------------------------------------- | ------------- |
| المساحة (كم2)                                             | 83.86 ألف                                                 | 10.99 ألف     |
| عدد السكان (نسمة)                                         | 8.81 مليون                                                | 2.95 مليون    |
| الكثافة السكانية (ن./كم²)                                 | 105.06                                                    | 268.43        |
| العاصمة                                                   | فيينا                                                     | كينغستون      |
| اللغة الرسمية                                             | اللغة الألمانية، لغة الإشارة النمساوية ‏                   | لغة إنجليزية  |
| العملة                                                    | يورو، شلن نمساوي، رايخ مارك، شلن نمساوي                   | دولار جامايكي |
| الناتج المحلي الإجمالي (بليون دولار)                      | 416.60 مليار                                              | 14.77 مليار   |
| الناتج المحلي الإجمالي (تعادل القوة الشرائية) بليون دولار | 426.99 مليار                                              | 24.79 مليار   |
| الناتج المحلي الإجمالي الاسمي للفرد دولار أمريكي          | 43.77 ألف                                                 | 5.23 ألف      |
| الناتج المحلي الإجمالي للفرد دولار أمريكي                 | 47.68 ألف                                                 | 8.88 ألف      |
| مؤشر التنمية البشرية                                      | 0.885                                                     | 0.719         |
| رمز المكالمات الدولي                                      | +43                                                       | +1876         |
| رمز الإنترنت                                              | .at                                                       | .jm           |
| المنطقة الزمنية                                           | توقيت وسط أوروبا، ت ع م+01:00، ت ع م+02:00، أوروبا/فيينا ‏ | 00            |

## منظمات دولية مشتركة
يشترك البلدان في عضوية مجموعة من المنظمات الدولية، منها:
| علم المنظمة | اسم المنظمة                               | تاريخ انضمام النمسا | تاريخ انضمام جامايكا |
| ----------- | ----------------------------------------- | ------------------- | -------------------- |
|             | يونسكو                                    | 13 أغسطس 1948       | 7 نوفمبر 1962        |
|             | وكالة ضمان الاستثمار متعدد الأطراف        | 16 ديسمبر 1997      | 12 أبريل 1988        |
|             | الأمم المتحدة                             | 14 ديسمبر 1955      | 18 سبتمبر 1962       |
|             | الاتحاد البريدي العالمي                   | ?                   | ?                    |
|             | البنك الدولي للإنشاء والتعمير             | 27 أغسطس 1948       | 21 فبراير 1963       |
|             | الاتحاد الدولي للاتصالات                  | 1866                | 18 فبراير 1963       |
|             | منظمة حظر الأسلحة الكيميائية              | ?                   | ?                    |
|             | مؤسسة التمويل الدولية                     | 28 سبتمبر 1956      | 31 مارس 1964         |
|             | المركز الدولي لتسوية المنازعات الاستشارية | 24 يونيو 1971       | 14 أكتوبر 1966       |
|             | منظمة التجارة العالمية                    | ?                   | ?                    |
|             | منظمة الشرطة الجنائية الدولية             | ?                   | ?                    |

## وصلات خارجية
- موقع وزارة الخارجية النمساوية
- موقع وزارة الخارجية الجامايكية